# Thuiaria kudelini
Thuiaria kudelini är en nässeldjursart som beskrevs av Nikolai Alexsandrovich Naumov 1960. Thuiaria kudelini ingår i släktet Thuiaria och familjen Sertulariidae. Inga underarter finns listade i Catalogue of Life.